# Anolis fowleri
Anolis fowleri este o specie de șopârle din genul Anolis, familia Polychrotidae, descrisă de Schwartz 1973. Conform Catalogue of Life specia Anolis fowleri nu are subspecii cunoscute.